# Batalla de Jumunjin
La Batalla de Jumunjin fue una batalla naval librada en las costas de Jumunjin, el 2 de julio de 1950, durante la Guerra de Corea.

## La batalla
El 2 de julio de 1950, el USS Juneau, HMS Black Swan, y HMS Jamaica estaban navegando a lo largo de la costa del Mar de Japón (Mar del Este) cuando se encontraron cuatro buques torpederos norcoreanos y cañoneras que acababan de ser terminados escoltando a una flota de diez buques armados de la costa. 
Los buques norcoreanos, fueron recibidos con una salva de disparos de las naves de la ONU que destruyeron tres de los torpederos. El buque torpedero norcoreano sobreviviente huyó. Más tarde, en julio, el Juneau encontró los mismos barcos armados y los destruyó, concluyendo así la batalla.

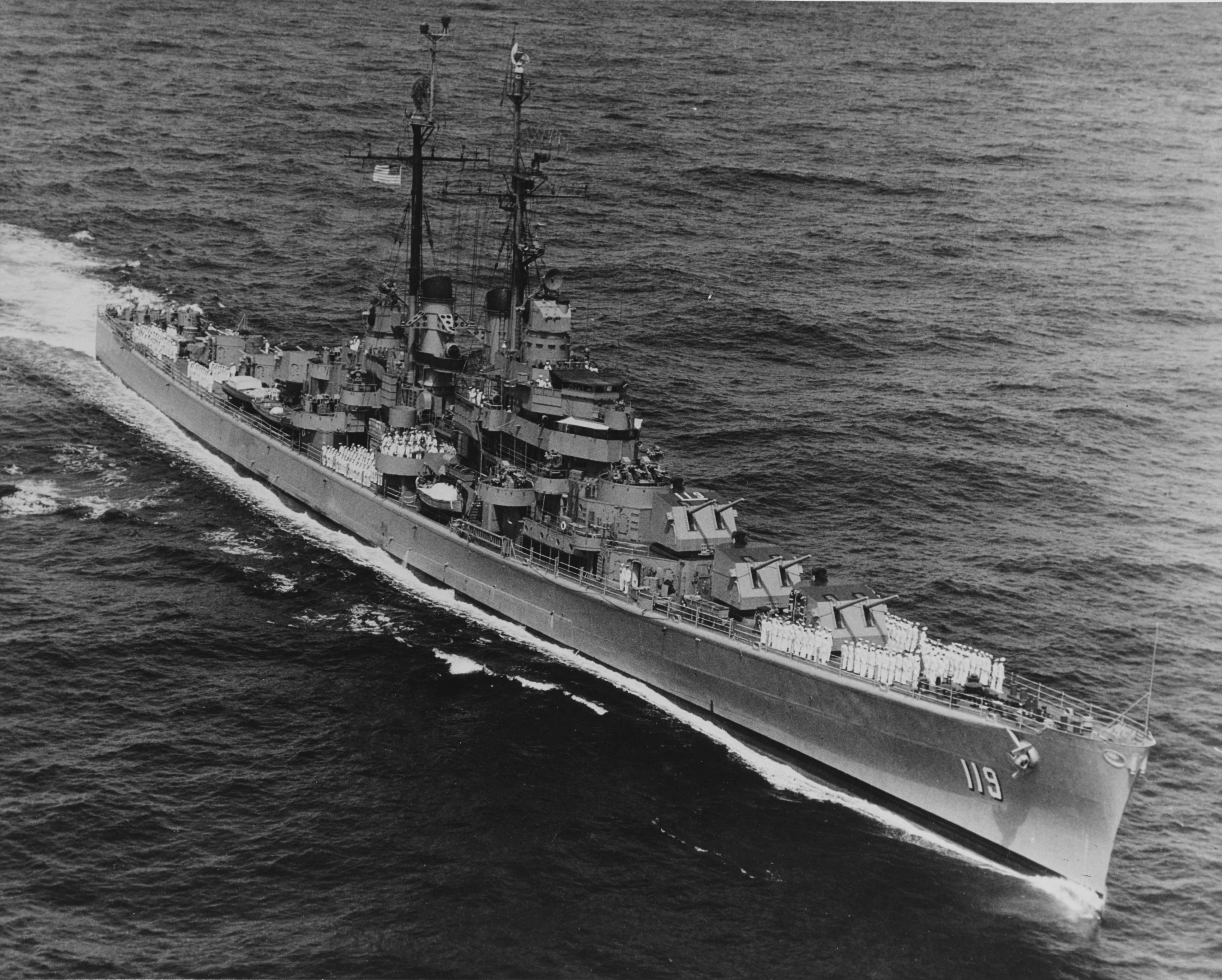
USS Juneau (CL-119)
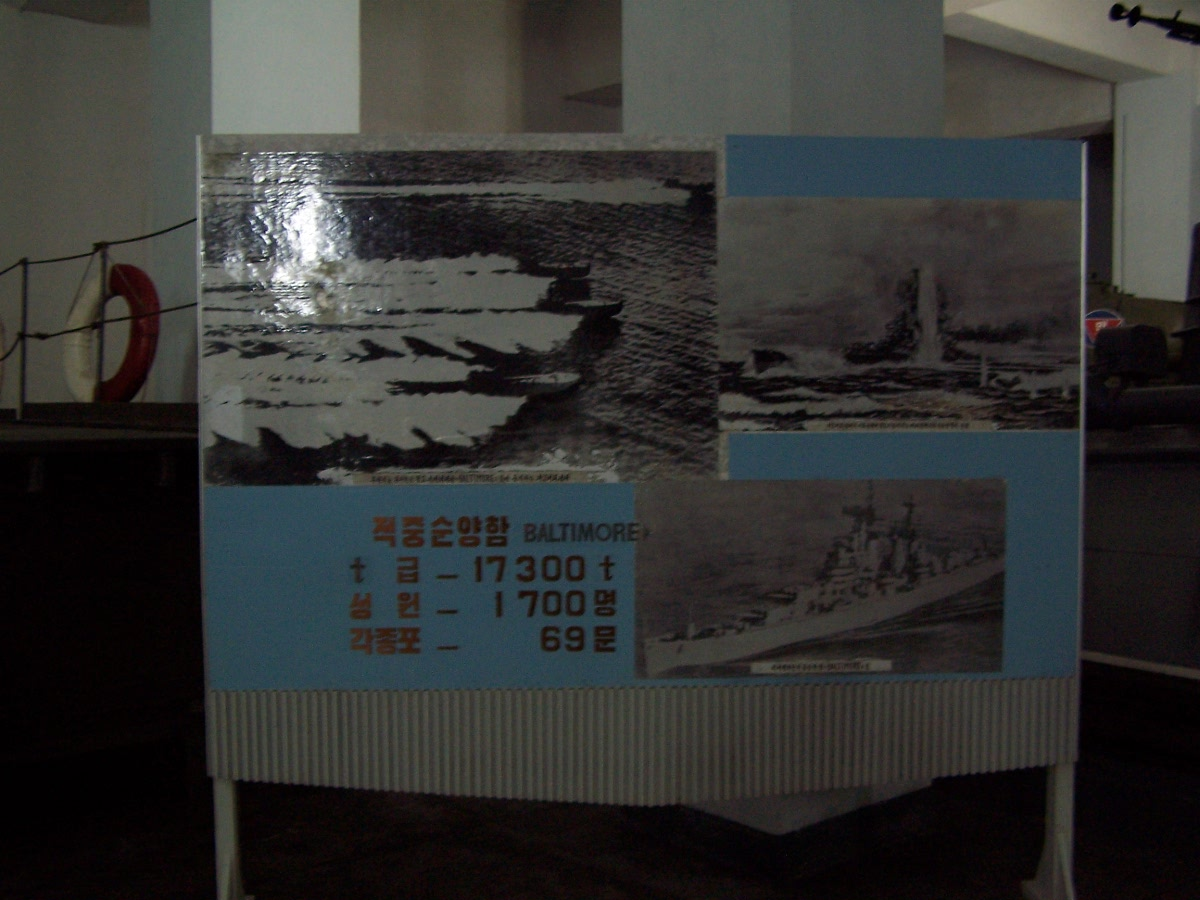
Póster propagandístico asegurando el hundimiento del USS Baltimore.

- Datos: Q486367